# Bandry de Soissons
Bandry de Soissons, mort en 545. Reconnu saint par l'Église catholique, il est vénéré sous le nom de saint Bandry. Il fut un évêque du diocèse de Soissons.

## Biographie
Au décès de Loup de Soissons, vers 535-540, il accèda à l'épiscopat de Soissons

### Exil
Son épiscopat commença sous d'heureux auspices, mais il eut à affronter une fronde, peut-être due à sa raideur dogmatique, qui tourna à son désavantage. Fâché, Clotaire Ier le chassa de son royaume et Bandry se réfugia en Angleterre, dans un monastère. 

### Retour à Soissons
Il revint à Soissons, décimé par la peste, vers 543 et, dit la légende, il sauva Soissons de ce fléau :
« Les habitants de Soissons vinrent avec un grand empressement au-devant de lui jusque près Ambleny, au village d'Arthèse, qui depuis s'est appelé Saint-Bandry. Le prélat commença à y donner une preuve de son crédit auprès de Dieu, en obtenant qu'une source d'eau jaillît dans un lieu aride. Ses prières obtinrent la cessation de la peste. Clotaire reconnut lui-même le crédit de Bandry auprès de Dieu; car le saint évêque délivra du démon une de ses filles. Le roi lui offrit par reconnaissance la terre de Celle-sur-Aisne et d'autres biens, que Bandry appliqua à la dotation de l'Abbaye Saint-Crépin-le-Grand. »
Bandry, grâce à cette dotation, érigea Saint-Crépin en abbaye. 

### Reliques
Lors de la reconstruction de l'église de l'abbaye Saint-Crépin-le-Grand, vers 1044, l'abbé y fit la translation de la dépouille de Bandry.

## Sources bibliographiques
: document utilisé comme source pour la rédaction de cet article.
- J. F. M. Lequeux, Antiquités religieuses du diocèse de Soissons et Laon, Paris : Parmantier, 1859, vol.1, p.83-84
- Honoré Fisquet, La France pontificale (Gallia christiana), histoire chronologique et biographique des archevêques et évêques de tous les diocèses de France depuis l'établissement du christianisme jusqu'à nos jours, divisée en 17 provinces ecclésiastiques - Métropole de Reims - Soissons et Laon, Paris : E. Repos, 1864-1873, pp.10-11